# Bologna Football Club 1909 2007-2008
Questa voce raccoglie le informazioni riguardanti il Bologna Football Club 1909 nelle competizioni ufficiali della stagione 2007-2008.

## Stagione
Nella Serie B 2007-2008 Il Bologna allenato da Daniele Arrigoni si è classificato al secondo posto con 84 punti dietro al Chievo che ha vinto il torneo cadetto con 85 punti. Al terzo posto con 83 punti il Lecce, tutte e tre promosse in Serie A, i salentini dopo aver vinto i Play-off. Con 23 reti il miglior realizzatore di stagione dei rossoblù è stato Massimo Marazzina, contribuendo a riportarlo nelle massima serie, dopo tre stagioni cadette.
Nella Coppa Italia la squadra felsinea ha passato il primo turno vincendo (2-1) contro il Modena, quindi è stata eliminata dalla Triestina nel secondo turno (1-1) dopo i tempi regolamentari, (3-4) dopo i tiri di rigore).

## Divise e sponsor
Lo sponsor tecnico per la stagione 2007-2008 è Macron, mentre lo sponsor ufficiale è Joe Marmellata.
| Casa | Trasferta | Terza divisa | 1ª portiere | 2ª portiere |

## Rosa
Rosa tratta dal sito ufficiale.
| N. |                     | Ruolo | Calciatore                     |
| -- | ------------------- | ----- | ------------------------------ |
| 1  | Italia (bandiera)   | P     | Francesco Antonioli            |
| 2  | Italia (bandiera)   | D     | Daniele Daino                  |
| 4  | Italia (bandiera)   | C     | Christian Amoroso              |
| 5  | Italia (bandiera)   | C     | Luca Tedeschi                  |
| 5  | Brasile (bandiera)  | A     | Adaìlton                       |
| 7  | Italia (bandiera)   | A     | Giacomo Cipriani               |
| 7  | Italia (bandiera)   | C     | Francesco Valiani              |
| 8  | Italia (bandiera)   | C     | Nicola Mingazzini              |
| 9  | Lituania (bandiera) | A     | Tomas Danilevičius             |
| 10 | Italia (bandiera)   | C     | Davide Bombardini              |
| 11 | Italia (bandiera)   | A     | Dino Fava Passaro              |
| 12 | Italia (bandiera)   | P     | Mattia Ascani                  |
| 13 | Bulgaria (bandiera) | A     | Andrey Galabinov               |
| 14 | Italia (bandiera)   | D     | Marcello Castellini (capitano) |
| 15 | Italia (bandiera)   | P     | Roberto Colombo                |
| 16 | Italia (bandiera)   | C     | Davide Carrus                  |
| 18 | Grecia (bandiera)   | D     | Vaggelīs Moras                 |

| N. |                   | Ruolo | Calciatore              |
| -- | ----------------- | ----- | ----------------------- |
| 19 | Italia (bandiera) | D     | Claudio Terzi           |
| 20 | Italia (bandiera) | A     | Davide Di Gennaro       |
| 21 | Italia (bandiera) | C     | Francesco Della Rocca   |
| 23 | Italia (bandiera) | D     | Andrea Costa            |
| 23 | Italia (bandiera) | D     | David Giubilato         |
| 24 | Italia (bandiera) | C     | Federico Casarini       |
| 25 | Italia (bandiera) | D     | Alessandro Bassoli      |
| 26 | Italia (bandiera) | D     | Michelangelo Albertazzi |
| 28 | Italia (bandiera) | A     | Leonardo Cisterni       |
| 29 | Italia (bandiera) | C     | Davide Colomba          |
| 30 | Italia (bandiera) | A     | Cristian Bucchi         |
| 33 | Italia (bandiera) | C     | Luca Ferrari            |
| 34 | Italia (bandiera) | C     | Simone Confalone        |
| 41 | Italia (bandiera) | A     | Massimo Marazzina       |
| 74 | Italia (bandiera) | C     | Luigi Lavecchia         |
| 79 | Italia (bandiera) | D     | Riccardo Bonetto        |
| 87 | Italia (bandiera) | A     | Gabriele Paonessa       |

## Risultati

### Campionato

#### Girone di andata
| Bologna 25 agosto 2007, ore 16:00 1ª giornata | Bologna          | 0 – 0 | Rimini | Stadio Renato Dall'Ara\| Arbitro: \| Rosetti (Torino) \| |
| Arbitro:                                      | Rosetti (Torino) |       |        |                                                          |

| Arbitro: | Trefoloni (Siena) |

|  |           |                             |
|  | Marcatori | 15’ Bombardini 82’ Adaílton |

| Arbitro: | Saccani (Mantova) |

|                           |           |            |
| Carrus 64’ Adaílton 90+3’ | Marcatori | 36’ Toledo |

| Arbitro: | Tagliavento (Terni) |

|             |           |  |
| Salgado 16’ | Marcatori |  |

| Arbitro: | Brighi (Cesena) |

|              |           |                                               |
| Granoche 49’ | Marcatori | 33’ (rig.), 47’ (rig.) Adaílton 59’ Marazzina |

| Arbitro: | Banti (Livorno) |

|                             |           |                          |
| Adailton 50’ Mingazzini 59’ | Marcatori | 16’ Tacchinardi 83’ Lima |

| Cesena 29 settembre 2007, ore 16:00 7ª giornata | Cesena            | 0 – 0 | Bologna | Stadio Dino Manuzzi\| Arbitro: \| Damato (Barletta) \| |
| Arbitro:                                        | Damato (Barletta) |       |         |                                                        |

| Arbitro: | Bergonzi (Genova) |

|                |           |  |
| Bombardini 53’ | Marcatori |  |

| Arbitro: | Orsato (Schio) |

|  |           |                |
|  | Marcatori | 68’ Mingazzini |

| Arbitro: | Pierpaoli (Firenze) |

|               |           |  |
| Marazzina 34’ | Marcatori |  |

| Frosinone 27 ottobre 2007, ore 16:00 11ª giornata | Frosinone       | 0 – 0 | Bologna | Stadio Matusa\| Arbitro: \| Romeo (Venezia) \| |
| Arbitro:                                          | Romeo (Venezia) |       |         |                                                |

| Bologna 4 dicembre 2007, ore 20:30 12ª giornata | Bologna           | 0 – 0 | Ascoli | Stadio Renato Dall'Ara\| Arbitro: \| Stefanini (Prato) \| |
| Arbitro:                                        | Stefanini (Prato) |       |        |                                                           |

| Arbitro: | Rosetti (Torino) |

|                  |           |                              |
| Longo 89’ (rig.) | Marcatori | 13’ Confalone 52’ Di Gennaro |

| Arbitro: | Morganti (Ascoli Piceno) |

|                                             |           |  |
| Marazzina 26’, 32’ Daino 44’ Di Gennaro 83’ | Marcatori |  |

| Arbitro: | Orsato (Schio) |

|               |           |                |
| Marazzina 21’ | Marcatori | 40’ M Esposito |

| Arbitro: | Rocchi (Firenze) |

|               |           |  |
| Marazzina 11’ | Marcatori |  |

| Arbitro: | De Marco (Chiavari) |

|  |           |               |
|  | Marcatori | 63’ Marazzina |

| Arbitro: | Bergonzi |

|               |           |  |
| Marazzina 64’ | Marcatori |  |

| Arbitro: | Pierpaoli (Firenze) |

|                               |           |               |
| Antonio Giosa 16’ Córdova 33’ | Marcatori | 10’ Marazzina |

| Arbitro: | Farina (Novi Ligure) |

|                       |           |  |
| Marazzina 16’ 58’ 72’ | Marcatori |  |

| Pisa 19 gennaio 2008, ore 16:00 21ª giornata | Pisa                     | 0 – 0 | Bologna | Stadio Arena Garibaldi\| Arbitro: \| Morganti (Ascoli Piceno) \| |
| Arbitro:                                     | Morganti (Ascoli Piceno) |       |         |                                                                  |

#### Girone di ritorno
| Arbitro: | De Marco (Chiavari) |

|            |           |                                   |
| Valiani 7’ | Marcatori | 41’ (aut.) R. Vitiello 57’ Bucchi |

| Arbitro: | Lops (Torino) |

|                                    |           |                          |
| Terzi 22’ Marazzina 23’ Bucchi 32’ | Marcatori | 52’ Millesi 77’ Guidetti |

| Arbitro: | Mazzoleni (Bergamo) |

|           |           |                     |
| Succi 90’ | Marcatori | 74’ (rig.) Adailton |

| Arbitro: | Trefoloni (Siena) |

|                                       |           |             |
| Moras 42’ Marazzina 64’ Valiani 90+3’ | Marcatori | 48’ Salgado |

| Arbitro: | Celi (Campobasso) |

|                            |           |  |
| Marazzina 30’ Adailton 61’ | Marcatori |  |

| Arbitro: | De Marco (Chiavari) |

|                              |           |  |
| Caracciolo 3’ Possanzini 59’ | Marcatori |  |

| Arbitro: | Valeri (Roma) |

|                          |           |           |
| Marazzina 18’ Bucchi 77’ | Marcatori | 27’ Croce |

| Lecce 8 marzo 2008, ore 16:00 29ª giornata | Lecce            | 0 – 0 | Bologna | Stadio Via del Mare\| Arbitro: \| Rosetti (Torino) \| |
| Arbitro:                                   | Rosetti (Torino) |       |         |                                                       |

| Arbitro: | N. Stefanini (Prato) |

|               |           |                     |
| Marazzina 42’ | Marcatori | 2’, 60’ M. Serafini |

| Arbitro: | Celi (Campobasso) |

|  |           |                                 |
|  | Marcatori | 21’ (rig.) Adailton 34’ Valiani |

| Arbitro: | C. Russo (Nola) |

|                           |           |                      |
| Marazzina 14’ Valiani 33’ | Marcatori | 67’ (aut.) Giubilato |

| Arbitro: | Bergonzi (Genova) |

|                           |           |                         |
| Soncin 33’ Bernacci 90+5’ | Marcatori | 8’ Bucchi 45’ Marazzina |

| Arbitro: | Farina (Novi Ligure) |

|                                                     |           |           |
| Marazzina 13’ Valiani 44’ Bucchi 54’ Bombardini 80’ | Marcatori | 23’ Okaka |

| Arbitro: | Banti (Livorno) |

|                |           |             |
| Pellissier 29’ | Marcatori | 25’ Valiani |

| Arbitro: | Mazzoleni (Bergamo) |

|                    |           |               |
| Galasso 62’ (aut.) | Marcatori | 74’ Lanzafame |

| Arbitro: | Farina (Novi Ligure) |

|              |           |  |
| Carobbio 15’ | Marcatori |  |

| Arbitro: | Ciampi (Roma) |

|           |           |  |
| Moras 43’ | Marcatori |  |

| Arbitro: | Tagliavento (Terni) |

|                                           |           |  |
| Garofalo 7’ Danilevičius 35’ Consonni 39’ | Marcatori |  |

| Arbitro: | Marelli (Como) |

|                                            |           |  |
| Marazzina 45’ (rig.), 52’ Fava Passaro 55’ | Marcatori |  |

| Arbitro: | Trefoloni (Siena) |

|  |           |                  |
|  | Marcatori | 63’ Fava Passaro |

| Arbitro: | Rosetti (Torino) |

|                      |           |  |
| Marazzina 10’ (rig.) | Marcatori |  |

### Coppa Italia
| Arbitro: | Mauro Bergonzi (Genova) |

|                                 |           |           |
| Marazzina 65’ Carrus 76’ (rig.) | Marcatori | 49’ Bruno |

| Arbitro: | Michele Cavarretta (Trapani) |

|                                        |                      |                                          |
| Mingazzini 20’                         | Marcatori            | 71’ Graffiedi                            |
| Marazzina Mingazzini Terzi Daino Moras | Tiri di rigore 4 – 5 | Pesaresi Testini Graffiedi Sgrigna Rossi |

## Statistiche

### Statistiche di squadra
| Competizione | Punti | In casa | In casa | In casa | In casa | In casa | In casa | In trasferta | In trasferta | In trasferta | In trasferta | In trasferta | In trasferta | Totale | Totale | Totale | Totale | Totale | Totale | DR  |
| Competizione | Punti | G       | V       | N       | P       | Gf      | Gs      | G            | V            | N            | P            | Gf           | Gs           | G      | V      | N      | P      | Gf     | Gs     | DR  |
| ------------ | ----- | ------- | ------- | ------- | ------- | ------- | ------- | ------------ | ------------ | ------------ | ------------ | ------------ | ------------ | ------ | ------ | ------ | ------ | ------ | ------ | --- |
| Serie B      | 84    | 21      | 16      | 4       | 1       | 38      | 12      | 21           | 8            | 8            | 5            | 20           | 17           | 42     | 24     | 12     | 6      | 58     | 29     | +29 |
| Coppa Italia |       | 2       | 1       | 1       | 0       | 3       | 2       | -            | -            | -            | -            | -            | -            | 2      | 1      | 1      | 0      | 3      | 2      | +1  |
| Totale       |       | 23      | 17      | 5       | 1       | 41      | 14      | 21           | 8            | 8            | 5            | 20           | 17           | 44     | 25     | 13     | 6      | 61     | 31     | +30 |